# Харчевников, Алексей Алексеевич
Алексей Алексеевич Харчевников — советский хозяйственный и государственный деятель, лауреат Государственной премии СССР за выдающиеся достижения в труде.

## Биография
Родился в 1930 году в Калининской области. Член КПСС.
Окончил школу ФЗО при тресте «Стальконструкция» в Ленинграде.
В 1951—1954 — военнослужащий Советской Армии.
В 1954—1990 — судосборщик Ленинградского судостроительного завода имени А. А. Жданова.
За высокую эффективность и качество работы на основе комплексного совершенствования процессов машиностроительного производства был в составе коллектива удостоен Государственной премии СССР за выдающиеся достижения в труде 1978 года.
Жил в Санкт-Петербурге.

## Награды
- Орден Трудового Красного Знамени (дважды)
- Орден Трудовой Славы II степени (17.06.1986)
- Орден Трудовой Славы III степени